# مول العرب (مصر)

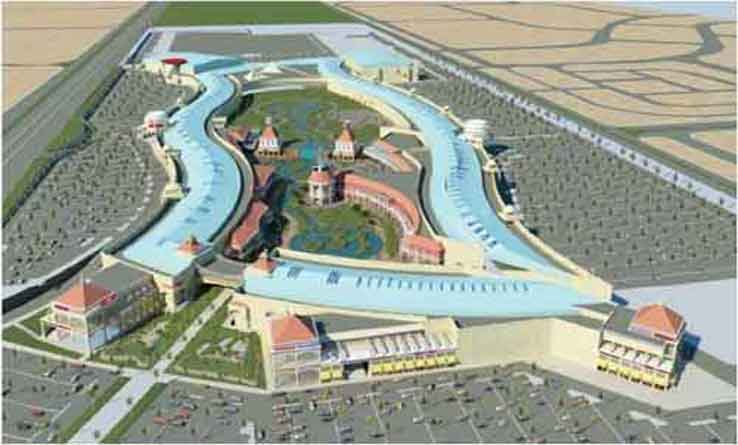

مول العرب هو مول ومركز تجارى كبير يقع في جمهورية مصر العربية بمدينة السادس من أكتوبر بميدان جهينة وهو أكبر مول بالمدينة وتم افتتاحه في 24 ديسمبر 2010 وتملكه شركة المراكز المصرية للتطوير العقاري التي يملكها بالتساوي ثلاثة أشقاء من عائلة الحكير بالمملكة العربية السعودية.
ويضم هذا المول عددا من المحلات التجارية وشركات الاتصالات والسينيمات واماكن الألعاب والرياضة والبنوك ونافورة راقصة وصالة مطاعم كبيرة ومجالات أخرى كثيره عالمية ومحلية وبه جراج كبير يسع لسيارات كثيرة